# Пачина
Пачина (пол. Paczyna) — село в Польщі, у гміні Тошек Гливицького повіту Сілезького воєводства.
Населення — 1232 особи (2011).
У 1975—1998 роках село належало до Катовицького воєводства.

## Демографія
Демографічна структура станом на 31 березня 2011 року:
|          | Загалом | Допрацездатний вік | Працездатний вік | Постпрацездатний вік |
| -------- | ------- | ------------------ | ---------------- | -------------------- |
| Чоловіки | 590     | 119                | 409              | 62                   |
| Жінки    | 642     | 119                | 401              | 122                  |
| Разом    | 1232    | 238                | 810              | 184                  |